# Шапел де Гинше
Шапел де Гинше (фр. Chapelle-de-Guinchay) насеље је и општина у источном делу централне Француске у региону Бургоња, у департману Саона и Лоара која припада префектури Макон.
По подацима из 2011. године у општини је живело 3829 становника, а густина насељености је износила 307,8 становника/km². Општина се простире на површини од 12,44 km². Налази се на средњој надморској висини од 191 метар (максималној 295 m, а минималној 168 m).

## Демографија
| 1962. | 1968. | 1975. | 1982. | 1990. | 1999. | 2011. |
| ----- | ----- | ----- | ----- | ----- | ----- | ----- |
| 1.760 | 2.009 | 2.135 | 2.213 | 2.233 | 2.595 | 3.829 |

График промене броја становника у току последњих година